# Ataques em Bamako em 2024
Os ataques em Bamako em 2024 ocorreram em 17 de setembro de 2024 quando homens armados atacaram vários locais em Bamako, capital do Mali, incluindo instalações policiais e militares. Pelo menos 77 pessoas foram mortas e mais de 200 ficaram feridas. O Jama'at Nusrat al-Islam wal Muslimin, um grupo militante islamista afiliado à Al-Qaeda, assumiu a responsabilidade.

## Contexto
O Mali está em estado de conflito desde 2012 devido a grupos ligados à al-Qaeda, ao Estado Islâmico, rebeldes tuaregues, forças autodeclaradas de defesa e bandidos. Em um esforço para resolver a situação, as Forças Armadas do Mali derrubaram o governo civil em um golpe de Estado em 2020 e recorreram à permissão da entrada de mercenários russos para lutar contra os insurgentes. A própria Bamako não foi afetada pelos combates, com o último incidente relacionado sendo um ataque ao hotel Radisson Blu em 2015 que matou 20 pessoas.

## Ataques
Os ataques começaram na madrugada de 17 de setembro de 2024 por volta das 05h00, quando homens armados atacaram vários locais da cidade, incluindo o bairro de Banankabougou, a escola da polícia militar de Faladie  que abriga unidades de elite da gendarmaria do Mali no sudeste de Bamako, e o aeroporto militar próximo, que o JNIM alegou ter tomado completamente.  Os ataques levaram ao fechamento do Aeroporto Internacional Modibo Keita, que fica ao lado do aeroporto militar, enquanto confrontos também foram relatados em uma delegacia de polícia que controla o acesso ao primeiro. O JNIM alegou ter destruído seis aeronaves, incluindo vários aviões de caça, e um drone, e abriu fogo contra uma plataforma de drones e o hangar presidencial do aeroporto militar. Uma aeronave usada para trabalho humanitário pelo Programa Mundial de Alimentos também foi danificada no solo, de acordo com seu proprietário, a National Airways Corporation, sediada na África do Sul, acrescentando que sua tripulação e equipe estavam protegidas em um local seguro.
Os ataques foram finalmente suprimidos pelas forças do governo do Mali no final do dia, com o Chefe do Estado-Maior das Forças Armadas, Major General Oumar Diarra visitando a escola Faladie e afirmando que todos os "terroristas" que atacaram a instalação foram "neutralizados".

## Baixas
As estimativas das vítimas variaram, com o número de mortos oscilando de 77 a mais de 100, enquanto outros 255 ficaram feridos. Entre os mortos estavam 50 estudantes da polícia militar que foram sepultados em 19 de setembro. Acredita-se que pelo menos 20 militantes foram capturados, enquanto o JNIM alegou que algumas dezenas de seus combatentes infligiram "centenas" de vítimas, incluindo membros do Grupo Wagner. Um agente de segurança das Nações Unidas também ficou ferido.

## Reações
Os ataques foram condenados por vários países e organizações, incluindo as Nações Unidas, a União Africana, a CEDEAO, o Senegal, a França e o Reino Unido.
As críticas aos ataques no Mali foram limitadas devido às severas restrições à liberdade de expressão pela junta militar governante, com exceção de alguns meios de comunicação, como o jornal Nouvel Horizon, que escreveu que era "hora de atribuir culpas a todos os níveis".